# Friedrich-Wilhelm-Stiftung
Die Friedrich-Wilhelm-Stiftung ist eine rechtsfähige Stiftung des privaten Rechts mit Sitz in Aachen. Sie wurde am 15. Mai 1865 gegründet. Ihr Ziel ist die Förderung von Lehre und Forschung an der Rheinisch-Westfälischen Technischen Hochschule (RWTH) Aachen. Heute ist die Generali Deutschland Holding AG Rechtsnachfolger der Gründungsgesellschaft und wirtschaftlicher Träger der Stiftung.

## Geschichte
Der preußische Kronprinz Friedrich-Wilhelm, der spätere 99-Tage-Kaiser Friedrich III., erhielt im Jahr 1858 während eines Zwischenaufenthaltes in Herbesthal/Ostbelgien auf seiner Rückreise von London nach Berlin, überreicht durch den amtierenden Aachener Regierungspräsident Friedrich von Kühlwetter, eine Spende von 5.000 Talern der Aachener Bürgerschaft für karitative Zwecke. Friedrich-Wilhelm stiftete diese Spende als Zuschuss für die Gründung einer neuen Polytechnischen Schule in Aachen. Zusammen mit einer Schenkung von 20.000 Talern der ehemaligen Aachener Feuer-Versicherungs-Gesellschaft, der heutigen AachenMünchener Versicherungs AG, bildete diese Spende den Grundstock für die gemeinnützige Friedrich-Wilhelm-Stiftung, die daraufhin im Jahr der Grundsteinlegung der Hochschule auf Initiative des amtierenden Direktors der Versicherungsgesellschaft Friedrich Adolph Brüggemann am 15. Mai 1865 gegründet wurde.

## Aufgaben
Seit ihrer Gründung fördert die Stiftung unter anderem aus den anfallenden Zinsen Forschung und Lehre an der RWTH Aachen sowie deren Studierende und Wissenschaftler in Form von Stipendien und Aufwandsentschädigungen.
Darüber hinaus verleiht das Kuratorium der Friedrich-Wilhelm-Stiftung seit 1986 jedes Jahr den Friedrich-Wilhelm-Preis in Höhe von aktuell rund 30.000 Euro für herausragende wissenschaftliche Leistungen von Studierenden und Wissenschaftlern an der Rheinisch-Westfälischen Technischen Hochschule Aachen. Dazu wird ein Prüfungskomitee gebildet, welches aus mindestens drei Professoren besteht, das bis zu 2.000 Euro jeweils an die besten Diplom-, Magister- oder Masterarbeiten, die besten Dissertationen und die besten Habilitationen der einzelnen Fakultäten vergibt.

## Kuratorium
Das Stiftungskuratorium, das über die Vergabe der Fördergelder entscheidet, besteht aus sechs Mitgliedern, darunter der Aufsichtsratsvorsitzende der Versicherungsgesellschaft, dem Rektor und dem Kanzler der RWTH Aachen sowie drei gewählte Vertreter, davon einer ein vom Senat vorgeschlagener Professor.